# Dagmar Mårtas
Frida Dagmar Mårtas, (13 november 1917 - 21 september 2017) var en svensk målare och grafiker som föddes i Leksands socken och dog i Stockholm
Mårtas studerade vid Gerlesborgsskolan samt i kurser med kinesisk kalligrafi och koppargrafik. Hon har medverkat i separat och samlingsutställningar i hela Sverige under åren 1969-1984. Tillsammans med Marieta Toneva ställde hon ut på Leksands kulturhus 2003. Hennes konst består huvudsakligen av akvareller. Mårtas är representerad vid Statens konstråd, Tanums kommun, Stockholms läns landsting, Göteborg och Bohus läns landsting samt Västerbottens landsting.